# 七羽のからす
七羽のからす（ななわのからす、Die sieben Raben、KHM25）はグリム童話のひとつ。アールネ・トンプソンのタイプ・インデックスは451。
ゲオルギオス・A・メガスはグリム兄弟のそれとは異なるギリシャ語版をFolktales of Greeceに蒐集した。このほかアールネ・トンプソンのタイプ・インデックスの451に分類されているものには六羽の白鳥、12羽のマガモ、ユーディアと7人の兄弟、野の白鳥、十二人兄弟、鵞鳥白鳥などがある。
説話を元にしたアニメーション映画が1937年に公開された。

## あらすじ
むかし、ある農夫に7人の息子がいた。最後の最後に娘が産まれたが、娘は病弱だった。農夫は息子達に娘のために水をくんでくるように言いつける。息子達は我先に水をくもうとするが、焦ったあまりに水差しを水の中に落としてしまう。
息子達がなかなか帰ってこないことに腹を立てた農夫は、子ども達は水くみを怠けて遊んでいるに違いないと思いこみ、「どいつもこいつも、カラスになっちまえ」と呪いの言葉を口にした。すると突然、息子達はワタリガラスになり飛んで行ってしまう。
月日は流れ、娘は順調に成長した。両親は兄がいたことを娘に隠していたが、町の人々の噂をきっかけとして7人の兄たちの真相を知る。胸を痛めた娘は兄たちを捜す旅に出て、世界の果てまでたどり着く。
娘は、最初に太陽、次に月に助けを求めるが、その有様を見て怖くなった娘は逃げ出した。しかし最後に頼んだ明け方の星は優しく、兄たちがいるガラスの山を開けるための鳥の骨を渡してくれた。
長い旅を経て、娘はガラスの山を見つけた。娘は門の鍵をコウモリの足を使って開けた。
娘がガラスの山に入るとこびとが出てきて、兄たちはしばらくしたら戻ってくると教えてくれた。娘は、カラス達の食べ物と飲み物に少し口をつけ、家から持ってきた指輪を最後のコップに沈めた。
戻ってきたカラスたちは、自分たちの食事を人間が食べたことに気がつき、誰が食べ物に口をつけたのか考えを巡らす。そうこうしているうちに最後のカラスがコップに残された指輪を見つけ、妹が救いに来てくれれば人間に戻れるのにと言う。隠れて聞いていた娘が兄たちの前に姿を現すと、カラスたちは人間の姿に戻り、みんなは大喜びで家に帰った。

## 分析
この説話は十二人兄弟、六羽の白鳥、兄と妹のように妹が兄弟を救うあらすじになっている。この話が蒐集されたの時代や地域では、多くの男達が徴兵されたため、父親が娘を相続人として指名することが少なくなかった。その結果、父は娘の行動や結婚に関して強く干渉するようになった。
このような背景からこの話は、兄たちの帰りを待ち、父親の干渉から自由になることを願う娘たちの心情を反映したものと分析される。しかし、いつこの物語が蒐集されたのかは明確ではなく、またこのような相続の習慣の無い地域でも似たような物語が発見されている。
そのため民俗学者の中には、もっと一般的な末子相続（一番若い子が父の財産を相続する）の習慣との関係を主張する者もある。

## 解説
元となった口承文芸には、7羽ではなく3羽のカラスが登場する。ドイツ民話の研究では、グリム童話集が発刊された後に見つかった31の異なるバージョンのうち、わずかに2つが7羽のカラスを描いている。

## 音楽
リヒテンシュタインの作曲家、ヨーゼフ・ラインベルガーは、説話に基づいたオペラを作曲し1869年に自身のタクトで初演を行った。

## 近代における解釈
K・テンペスト・ブラッドフォードは、著書Black Feather (作品集Interfictionsの中で2007年に発刊)において、本作と六羽の白鳥、十二人兄弟の共通性や三作の中の妹達の性格について論究した。
ミュージカルの七羽のからすはウォルフガング・アデンベルグとアレキサンダー・S・バーナンギの脚本で、2007年にドイツ共和国ハーナウのフィリップスルーエ城公園で行われたグリム童話祭にて公演された。